# Cabera solamata
Cabera solamata là một loài bướm đêm trong họ Geometridae.